# Myranor
Myranor — das Güldenland est un jeu de rôle allemand, en allemand, édité par Fantasy Productions et sorti en octobre 2000. Il se déroule sur le continent éponyme, qui est un continent de la planète imaginaire Dère, qui sert de cadre au jeu de rôle L'Œil noir.

## Le jeu de rôle
La première édition, en 2000, était sous forme de boîte contenant plusieurs livrets. Les règles utilisées allaient devenir la 4e édition de L'Œil noir.
Le jeu a été réédité en janvier 2006 sous la forme d'un livre unique à couverture cartonnée (édition dite « hardcover », HC). Les règles ont été alignées avec celle de la 4e édition de L'Œil noir et font référence à certains de ses ouvrages.

## Le continent
Myranor, que l'on appelle également Thaesumu, ou encore le Pays de l'or ou les Terres dorées en Aventurie, est un continent plus grand que l'Aventurie. Il s'étend de la zone arctique au Nord à la zone antarctique au Sud.
Alors que l'Aventurie est un continent « fantastique réaliste », c'est-à-dire pour lequel le fantastique a des effets modérés, Myranor est un continent « hautement fantastique » (high fantasy).

### Les peuples de Myranor
Humains
C'est la plus importante espèce de Myranor
- Les Myraniens sont l'ethnie majoritaire de l'Imperium. C'est de ce peuple que sont issus les Humains peuplant l'Aventurie (du moins les Impériaux : Garétiens, Horasiens).
- Les Bansumites ont la peau sombre et vivent dans le Sud et l'Est de Myranor.
- Les Dralquabars sont un peuple vivant dans le désert de Nakramar.
- Les Ravesarans sont un peuple androgyne.
- les Anciens forment la caste des Optimats, la noblesse de l'Imperium. Ils avaient un troisième œil, un œil noir au milieu du front, mais ils en ont perdu l'usage à la suite de la Chute, une époque tragique vers 1460–1515, au cours de laquelle la plupart des Anciens meurent.

Amaunir
C'est un peuple d'hommes-chats. Ils sont originaires des forêts d'Aumannath, mais ils se sont répandus dans tout l'Imperium.
Leonir
C'est un peuple d'hommes-loups, et ce sont de féroces guerriers. Ils possèdent leur propre royaume, Rhacornos, mais nombre d'entre eux vivent dans l'Imperium.
Pardir
C'est un peuple d'hommes-panthères farouches. Ils sont considérés comme barbares et sont souvent employés comme mercenaires.
Neristu
Ces êtres ressemblent aux Humains mais ils possèdent quatre bras. Ils pratiquent un culte de la mort. Ils vivent en solitaire dans l'Imperium, et ont développé des techniques de combat particulières.
Ashariel
C'est un peuple d'hommes ailés.
Shingwa
Ce sont des hommes-caméléons, qui vivent dans l'Imperium. Leur capacité à changer de couleur facilite leur camouflage.
Loualil
C'est un peuple sous-marin humanoïde. Ils vénèrent la Lune.
Risso
C'est un peuple d'hommes-poissons.
Satyare
C'est un peuple de satyres qui vivent soit dans l'Imperium, soit dans la nature. Ils comprennent le langage animal et ont la réputation d'être lubriques.

### Géographie
Imperium
C'est le plus grand empire. Il existe depuis des millénaires, mais est sur le déclin. Il s'étendait jadis sur la plus grande partie du continent, mais il se limite maintenant à sa partie est.
l'Imperium est une théarchie (néologisme désignant un régime politique religieux qui diffère de la théocratie par le fait qu'il est dirigé par une divinité, et non par ses représentants) dirigée par un empereur divin, le Théarque. Les régions de l'empire sont sous la coupe de différentes maisons, les nobles étant appelés Optimats. Les régions qui composent l'Imperium sont appelées horasiats.
Era' Sumu
C'est une grande île. C'est d'ici que serait originaire l'humanité. L'île est occupée par les prêtresses de Satu. Se sont des soigneuses ; elle appartiennent à la maison Icemna.
Cantera
C'est un horasiat côtier. Sa capitale, Balan Cantera, est une énorme cité et la plus ancienne de l'Imperium
Xarxaron
Cet horasiat est dirigé par une mage, qui méprise les non-mages. Il a fait construire une grande muraille pour se protéger de Draydalan.
Thapura
C'est un horasiat du sud, recouvert de jungles. C'est la patrie d'origine du Therach.
Koromanthia
C'est un ancien horasiat ; actuellement, c'est une contrée anarchique.
Makshapuram
C'est un pays recouvert de jungles, où les Amaunir règnent sur les Hommes.
Shindrabar
C'est une île dirigée par les prêtres du Serpent.
Royaume de Rhacornos
C'est la patrie des Léonirs.
Draydalan
Ce pays est un des plus grands ennemis de l'Imperium. Il est dominé par les Draydal, un peuple vénérant le dieu sans nom. C'est un pays aride et surexploité.

### Dieux de Myranor
Les hommes de l'imperium connaissent un panthéon semblable à celui des douze dieux d'Aventurie, dont on en retrouve d'ailleurs certaines divinités, mais ne compte en revanche que huit divinités en son sein. Ce panthéon est appelé l'Octade.
- Nereton seigneur du royaume des morts, de la nuit et de l'obscurité est le plus ancien de ces dieux.
- Brajan [prononcé Brayane] est  à la tête de ce panthéon, c'est la version myranienne de Praïos, le dieu de l'ordre et de la justice.
- Gyldara est la femme de Brajan, c'est la version myranienne de Travia, c'est la déesse de la paix, du bonheur, de l'hospitalité, du mariage.
- Shinxir, vénéré également à Tharoune, est le fils de Brajan et Gyldara, c'est le dieu de la guerre et du courage, ses armes sont la stratégie, la tactique et la discipline.
- Siminia, fille de Brajan et Gyldara, elle est la déesse de l'artisanat et de la créativité. On peut la considérer comme l'alter ego de Simia en Aventurie, le demi-dieu, fils de Tsa et Guerimm.
- Chrysir est le fils de Nereton et Sumu, dieu des vents et de la pluie, il ne connaît pas d'équivalent en Aventurie, si ce n'est que les hommes-lézards jadis connaissaient un dieu similaire dans leur panthéon.
- Zatuara fille de Sumu, est la déesse de la fertilité et des herbes médicinales, elle correspond en Aventurie à satuaria la déesse des sorcières.
- Raia déesse de l'art, de la danse, des jeux de l'amour, correspond à la même déesse en Aventurie. les Amuanir l'appellent RaDja.